# Pica-pau-de-bennett
Pica-pau-de-bennett (Campethera bennettii) ou pica-pau-de-garganta-lisa  é uma espécie de ave da família Picidae. Frequenta zonas florestais e de matos em África, ocorrendo nos seguintes países: África do Sul, Angola, Botswana, Burundi, Eswatini, Malawi, Moçambique, Namíbia, República Democrática do Congo, Ruanda, Tanzânia, Zâmbia e Zimbabwe.